# Volgatitan simbirskiensis
Volgatitan simbirskiensis es la única especie conocida del género extinto Volgatitan de dinosaurio saurópodo titanosaurio que vivió a principios del período Cretácico, entre 136 a 130 millones de años desde el Hauteriviense al Barremiense, en lo que es hoy Europa. Fue encontrado en el óblast de Uliánovsk, en Rusia. La especie tipo y única conocida es , conocida a partir de siete vértebras caudales de un único individuo. 

## Descripción
Los fósiles son vértebras caudales anteriores y medias sucesivas, sin duda pertenecientes al mismo individuo. Los cuerpos vertebrales son procélicos, con superficies articulares posteriores esféricas anteriores cóncavas y profundamente convexas. La superficie articular posterior es simétrica en vista lateral, con un vértice centrado. Todas las vértebras tienen una fuerte cresta en la superficie ventral del cuerpo, la única autapomorfia conocida del taxón. Los arcos neurales están incompletamente preservados o ausentes. Ninguna de las vértebras sobrevivientes muestra facetas claras de cheurón.
Los dos métodos principales para estimar la masa, basados en la circunferencia de los huesos largos y la reconstrucción volumétrica, no eran aplicables a Volgatitan debido a la fuerte fragmentación de los restos. Para estimar el peso corporal del animal, los autores de la descripción utilizaron las dimensiones de la primera vértebra caudal y las estimaciones del peso corporal de los mismos especímenes obtenidos al escalar los huesos largos. Para ello se utilizaron los valores de Dreadnoughtus, Patagotitan y otros titanosaurianos. La estimación de masa promedio para el Volgatitan fue de 17,3 toneladas.

## Descubrimiento e investigación
En 1982, el científico soviético Vladimir Efimov, mientras buscaba fósiles en la orilla derecha del Volga, cerca del pueblo de Slate Rudnik en la región de Ulyanovsk, descubrió grandes huesos incrustados en dos nódulos de pirita. Posteriormente, en estos lugares se encontraron tres calizas más con huesos. La extracción de los huesos tomó varios años. Se extrajeron un total de 7 vértebras fragmentarias. Los primeros tres han sido llamados "vértebras gigantes" de afiliación taxonómica desconocida. A principios de la década de 1990, Efimov mostró los hallazgos a otro destacado paleontólogo soviético, Lev Nesov, y sugirió que los fósiles eran vértebras de cola de saurópodo. Posteriormente, V. Efimov describió brevemente 5 vértebras y mencionó 1 en un artículo de 1997. En 2018, los paleontólogos rusos Alexander Averyanov y Vladimir Efimov nombraron y describieron una nueva especie de saurópodo, Volgatitan simbirskiensis. La prensa escribió que el hallazgo había estado esperando su descubrimiento durante 30 años.
El nombre del género, Volga, se colocó en honor al río a orillas del cual se encontraron los fósiles, con la adición de la palabra "titan", que en la mitología griega significa seres divinos de la segunda generación que precedieron a los olímpicos. El nombre específico se da en honor a Simbirsk, el antiguo nombre de Ulyanovsk.

## Clasificación
Es el más antiguo titanosaurio conocido del hemisferio norte, y es considerado importante debido a que está relacionado con los Lognkosauria, un grupo conocido exclusivamente del posterior Cretácico Superior de América del Sur. En 1997, V. M. Efimov, describiendo brevemente las vértebras, las atribuyó previamente a un representante de la familia Brachiosauridae. La definición taxonómica de estos fósiles se cambió más tarde a titanosaurianos. Sin embargo, ya el próximo año, los mismos autores atribuyeron los restos sin nombre a los braquiosáuridos. El paleontólogo ruso V. Alifanov señaló que la forma procélica de las vértebras caudales se asemeja más a la de los titanosaurianos que a la de los braquiosáuridos.
El análisis filogenético de los autores , centrado en los titanosáuridos con la adición del Tengrisaurus descrito en 2017, identificó a Volgatitan como miembro del clado Lithostrotia. El saurópodo filogenéticamente nuevo se colocó en la base del grupo que contiene los saurópodos titanosaurios más grandes con un peso corporal de 60-70 toneladas, Argentinosaurus, Dreadnoughtus , Notocolossus, Patagotitan y Puertasaurus. Este grupo anteriormente solo contenía representantes sudamericanos. Volgatitan es el primer representante europeo y geológicamente el más antiguo de esta línea. El descubrimiento de este dinosaurio sugiere que el linaje Lithostrotia, que conduce al clado Lognkosauria, tenía una distribución mucho más amplia de lo que se pensaba anteriormente, y se extinguió en todas partes excepto en América del Sur a finales del Cretácico.

### Filogenia
El cladograma mostrado a continuación sigue el análisis de Averianov y Efimov, 2018.

|  | Aeolosaurus                                                 |
|  |                                                             |
|  | Nemegtosaurus                                               |
|  |                                                             |
|  | Rapetosaurus                                                |
|  |                                                             |
|  | Tapuiasaurus                                                |
|  |                                                             |
|  | Tengrisaurus                                                |
|  |                                                             |
|  | \| \| Isisaurus \| \| \| \| \| \| Saltasauridae \| \| \| \| |
|  |                                                             |
|  | Isisaurus                                                   |
|  |                                                             |
|  | Saltasauridae                                               |
|  |                                                             |

|  | Isisaurus     |
|  |               |
|  | Saltasauridae |
|  |               |

|  | Epachthosaurus                                                                                |
|  |                                                                                               |
|  | \| \| Muyelensaurus \| \| \| \| \| \| Rinconsaurus \| \| \| \| \| \| Lognkosauria \| \| \| \| |
|  |                                                                                               |
|  | Muyelensaurus                                                                                 |
|  |                                                                                               |
|  | Rinconsaurus                                                                                  |
|  |                                                                                               |
|  | Lognkosauria                                                                                  |
|  |                                                                                               |

|  | Muyelensaurus |
|  |               |
|  | Rinconsaurus  |
|  |               |
|  | Lognkosauria  |
|  |               |

|  | Epachthosaurus                                                                                |
|  |                                                                                               |
|  | \| \| Muyelensaurus \| \| \| \| \| \| Rinconsaurus \| \| \| \| \| \| Lognkosauria \| \| \| \| |
|  |                                                                                               |
|  | Muyelensaurus                                                                                 |
|  |                                                                                               |
|  | Rinconsaurus                                                                                  |
|  |                                                                                               |
|  | Lognkosauria                                                                                  |
|  |                                                                                               |

|  | Muyelensaurus |
|  |               |
|  | Rinconsaurus  |
|  |               |
|  | Lognkosauria  |
|  |               |

|  | Aeolosaurus                                                 |
|  |                                                             |
|  | Nemegtosaurus                                               |
|  |                                                             |
|  | Rapetosaurus                                                |
|  |                                                             |
|  | Tapuiasaurus                                                |
|  |                                                             |
|  | Tengrisaurus                                                |
|  |                                                             |
|  | \| \| Isisaurus \| \| \| \| \| \| Saltasauridae \| \| \| \| |
|  |                                                             |
|  | Isisaurus                                                   |
|  |                                                             |
|  | Saltasauridae                                               |
|  |                                                             |

|  | Isisaurus     |
|  |               |
|  | Saltasauridae |
|  |               |

|  | Epachthosaurus                                                                                |
|  |                                                                                               |
|  | \| \| Muyelensaurus \| \| \| \| \| \| Rinconsaurus \| \| \| \| \| \| Lognkosauria \| \| \| \| |
|  |                                                                                               |
|  | Muyelensaurus                                                                                 |
|  |                                                                                               |
|  | Rinconsaurus                                                                                  |
|  |                                                                                               |
|  | Lognkosauria                                                                                  |
|  |                                                                                               |

|  | Muyelensaurus |
|  |               |
|  | Rinconsaurus  |
|  |               |
|  | Lognkosauria  |
|  |               |

|  | Epachthosaurus                                                                                |
|  |                                                                                               |
|  | \| \| Muyelensaurus \| \| \| \| \| \| Rinconsaurus \| \| \| \| \| \| Lognkosauria \| \| \| \| |
|  |                                                                                               |
|  | Muyelensaurus                                                                                 |
|  |                                                                                               |
|  | Rinconsaurus                                                                                  |
|  |                                                                                               |
|  | Lognkosauria                                                                                  |
|  |                                                                                               |

|  | Muyelensaurus |
|  |               |
|  | Rinconsaurus  |
|  |               |
|  | Lognkosauria  |
|  |               |

|  | Aeolosaurus                                                 |
|  |                                                             |
|  | Nemegtosaurus                                               |
|  |                                                             |
|  | Rapetosaurus                                                |
|  |                                                             |
|  | Tapuiasaurus                                                |
|  |                                                             |
|  | Tengrisaurus                                                |
|  |                                                             |
|  | \| \| Isisaurus \| \| \| \| \| \| Saltasauridae \| \| \| \| |
|  |                                                             |
|  | Isisaurus                                                   |
|  |                                                             |
|  | Saltasauridae                                               |
|  |                                                             |

|  | Isisaurus     |
|  |               |
|  | Saltasauridae |
|  |               |

|  | Epachthosaurus                                                                                |
|  |                                                                                               |
|  | \| \| Muyelensaurus \| \| \| \| \| \| Rinconsaurus \| \| \| \| \| \| Lognkosauria \| \| \| \| |
|  |                                                                                               |
|  | Muyelensaurus                                                                                 |
|  |                                                                                               |
|  | Rinconsaurus                                                                                  |
|  |                                                                                               |
|  | Lognkosauria                                                                                  |
|  |                                                                                               |

|  | Muyelensaurus |
|  |               |
|  | Rinconsaurus  |
|  |               |
|  | Lognkosauria  |
|  |               |

|  | Epachthosaurus                                                                                |
|  |                                                                                               |
|  | \| \| Muyelensaurus \| \| \| \| \| \| Rinconsaurus \| \| \| \| \| \| Lognkosauria \| \| \| \| |
|  |                                                                                               |
|  | Muyelensaurus                                                                                 |
|  |                                                                                               |
|  | Rinconsaurus                                                                                  |
|  |                                                                                               |
|  | Lognkosauria                                                                                  |
|  |                                                                                               |

|  | Muyelensaurus |
|  |               |
|  | Rinconsaurus  |
|  |               |
|  | Lognkosauria  |
|  |               |

|  | Aeolosaurus                                                 |
|  |                                                             |
|  | Nemegtosaurus                                               |
|  |                                                             |
|  | Rapetosaurus                                                |
|  |                                                             |
|  | Tapuiasaurus                                                |
|  |                                                             |
|  | Tengrisaurus                                                |
|  |                                                             |
|  | \| \| Isisaurus \| \| \| \| \| \| Saltasauridae \| \| \| \| |
|  |                                                             |
|  | Isisaurus                                                   |
|  |                                                             |
|  | Saltasauridae                                               |
|  |                                                             |

|  | Isisaurus     |
|  |               |
|  | Saltasauridae |
|  |               |

|  | Epachthosaurus                                                                                |
|  |                                                                                               |
|  | \| \| Muyelensaurus \| \| \| \| \| \| Rinconsaurus \| \| \| \| \| \| Lognkosauria \| \| \| \| |
|  |                                                                                               |
|  | Muyelensaurus                                                                                 |
|  |                                                                                               |
|  | Rinconsaurus                                                                                  |
|  |                                                                                               |
|  | Lognkosauria                                                                                  |
|  |                                                                                               |

|  | Muyelensaurus |
|  |               |
|  | Rinconsaurus  |
|  |               |
|  | Lognkosauria  |
|  |               |

|  | Epachthosaurus                                                                                |
|  |                                                                                               |
|  | \| \| Muyelensaurus \| \| \| \| \| \| Rinconsaurus \| \| \| \| \| \| Lognkosauria \| \| \| \| |
|  |                                                                                               |
|  | Muyelensaurus                                                                                 |
|  |                                                                                               |
|  | Rinconsaurus                                                                                  |
|  |                                                                                               |
|  | Lognkosauria                                                                                  |
|  |                                                                                               |

|  | Muyelensaurus |
|  |               |
|  | Rinconsaurus  |
|  |               |
|  | Lognkosauria  |
|  |               |